# EuroHockey Nations Trophy (Halle, Herren) 1999
Die EuroHockey Nations Trophy (Halle, Herren) 1999 war die zweite Auflage der Hallen-„B-EM“. Sie fand vom 22. bis 24. Januar erneut in Porto, Portugal statt. Sieger Frankreich stieg in die „A-EM“ auf. Das Turnier wurde in einer Fünfergruppe ausgespielt.

## Verlauf
| Rang | Land       | Tore  | Punkte |
| ---- | ---------- | ----- | ------ |
| 1    | Frankreich | 26:16 | 12     |
| 2    | Portugal   | 29:18 | 9      |
| 3    | Schottland | 21:26 | 3      |
| 4    | Kroatien   | 19:25 | 3      |
| 5    | Ungarn     | 17:27 | 3      |

| Portugal   | – | Frankreich | 3:7  |
| Ungarn     | – | Kroatien   | 4:6  |
| Portugal   | – | Kroatien   | 11:6 |
| Ungarn     | – | Schottland | 7:5  |
| Schottland | – | Kroatien   | 6:5  |
| Frankreich | – | Ungarn     | 7:4  |
| Portugal   | – | Schottland | 6:3  |
| Kroatien   | – | Frankreich | 2:4  |
| Schottland | – | Frankreich | 7:8  |
| Ungarn     | – | Portugal   | 2:9  |

## Referenzen
- EHF-Archiv PDF-Datei